# Uranotaenia bertii
Uranotaenia bertii är en tvåvingeart som beskrevs av Cova Garcia och Rausseo 1964. Uranotaenia bertii ingår i släktet Uranotaenia och familjen stickmyggor.
Artens utbredningsområde är Venezuela. Inga underarter finns listade i Catalogue of Life.